# Municipio de Toubacouta
El Municipio o Arrondissement (en francés) de Toubacouta, es uno de los Arrondissements de Senegal. Está situado al sur del Departamento de Foundiougne, dentro de la Región de Fatick. 

Su capital es Toubacouta